# Kalø
Kalø ist eine etwa 0,1 km² umfassende Insel in der Syddjurs Kommune in der Region Midtjylland in Dänemark.

## Geografie und Geologie
Die zu Djursland gehörende kleine Insel Kalø liegt in der nach ihr benannten Bucht Kalø Vig. Sie ist durch einen künstlich angelegten Damm mit dem Festland verbunden und liegt rund 2 Kilometer südlich des Ortes Rønde. Kalø ist als Flächenbiotop ausgewiesen.
Die Insel befindet sich im Bereich einer Endmoräne aus der Elsterkaltzeit.

## Geschichte und Sehenswürdigkeiten
Auf Kalø befindet sich die Burg Kalø, deren Bau 1313 durch König Erik VI. Menved begonnen wurde. Die Ruine sowie die dazugehörigen Wallanlagen auf der Insel Kalø können besichtigt werden.
Im Jahre 1953 wurde auf Versuchsflächen bei Kalø im Rahmen einer Studie der Rehbestand nahezu völlig abgeschossen.